# NGC 5164
NGC 5164 é uma galáxia espiral barrada (SBb) localizada na direcção da constelação de Ursa Major. Possui uma declinação de +55° 29' 13" e uma ascensão recta de 13 horas, 27 minutos e 11,9 segundos.
A galáxia NGC 5164 foi descoberta em 14 de Abril de 1789 por William Herschel.